# Шеметовский сельсовет (Константиновский район)
Шеметовский сельсовет — упразднённая административно-территориальная единица, существовавшая на территории Московской губернии и Московской области до 1954 года.
Шеметовский сельсовет был образован в первые годы советской власти. По данным 1922 года он входил в состав Константиновской волости Сергиевского уезда Московской губернии.
В 1925 году к Шеметовскому с/с был присоединён Торбинский с/с.
По данным 1926 года в состав сельсовета входили село Шеметово, деревни Посевьево и Тарбинское, а также 1 школа.
В 1929 году Шеметовский с/с был отнесён к Константиновскому району Кимрского округа Московской области.
17 июля 1939 года к Шеметовскому с/с было присоединено селение Филисово упразднённого Бобошинского с/с.
14 июня 1954 года Шеметовский с/с был упразднён. При этом его территория была объединена с Дмитровским с/с в новый Ченцовский с/с.